# Hans-Holger Albrecht
Hans-Holger Albrecht (* 29. Juli 1963 in Brüssel) ist ein deutscher Jurist und Wirtschaftsmanager. Er war von 2015 bis 2021 CEO des Musikstreaming-Dienstes Deezer in Paris.

## Leben
Hans-Holger Albrecht wurde in Brüssel, Belgien, als Sohn von Heidi Adele und Ernst Albrecht geboren, als sein Vater bei der Europäischen Kommission arbeitete. 1971 zog die Familie nach Deutschland, wo Ernst Albrecht Ministerpräsident von Niedersachsen (1976–1990) wurde. Eines seiner sechs Geschwister ist die ehemalige Bundesverteidigungsministerin und spätere EU-Kommissionspräsidentin Ursula von der Leyen. Seine amerikanische Urgroßmutter Mary Ladson Robertson (1883–1960) aus Charleston war eine Nachfahrin des Politikers James Ladson und des Plantagenbesitzers und Geschäftsmanns James H. Ladson. Der Dirigent George Alexander Albrecht ist sein Onkel. Hans-Holger Albrecht wuchs im Burgdorfer Ortsteil Beinhorn auf. Er studierte an den Universitäten Freiburg im Breisgau, Yale (USA) und Bochum, wo er einen Abschluss als Jurist machte.
Hans-Holger Albrecht hat sieben Kinder.  Er lebt in Niederthai bei Umhausen.

## Karriere
Hans-Holger Albrecht begann 1990 bei Daimler-Benz. Von 1991 bis 1996 arbeitete er für den Medienkonzern CLT, dort war er für alle Aktivitäten im Bereich Fernsehen sowie für die Entwicklung des Geschäfts in Deutschland und Osteuropa zuständig. Er arbeitete an neuen Projekten für RTL II in Deutschland, RTL 7 in Polen, RTL 1 in Ungarn und Channel 5 in Großbritannien. Außerdem war er zuständig für den Start von Super RTL in Deutschland und für die Entwicklung des digitalen Fernsehprojekts Club RTL von CLT.
1997 wechselte er als Leiter der Pay-TV-Sparte im Geschäftsbereich Viasat Broadcasting zur Modern Times Group, 1999 wurde er zum Leiter des gesamten Geschäftsbereichs ernannt, womit er auch für die Sparte Free-TV zuständig wurde. Im April 2000 wurde er zum COO von MTG berufen. Am 1. Oktober 2000 wurde er Vorstandsvorsitzender und CEO der MTG AB. Er trat 2005 als Aufsichtsratsvorsitzender der Zeitungsgruppe Metro International zurück, weil er einen als rassistisch aufgefassten Scherz gemacht hatte.
Im November 2012 wechselte Hans-Holger Albrecht als Präsident und CEO zu Millicom. Er formte in den Jahren 2013 und 2014 aus dem auf Märkte in Lateinamerika und Afrika konzentrierten Mobilfunk-Unternehmen durch Einführung neuer digitaler Produkte und Dienstleistungen einen auf Digital Lifestyle ausgerichteten Konzern.
Zwischen Februar 2015 und 2021 war Hans-Holger Albrecht CEO von Deezer.